# La Morvandelle (chanson)
Pour les articles homonymes, voir La Morvandelle et Morvandelle.
La Morvandelle est une chanson populaire du Morvan écrite par Maurice Bouchor.
Elle est écrite en 1903, sur l'air folklorique du Galant d'l'ai Nan-nette, à l'occasion d'un banquet de l'Amicale des instituteurs de la Nièvre. Maurice Bouchor, auteur de plusieurs recueils de Chants populaires pour les écoles, avait été sollicité pour écrire un chant à la gloire du Morvan,.
Les paroles renvoient aux révoltes de Vézelay, au flottage du bois sur l'Yonne vers Paris et à l'industrie des nourrices morvandelles.
Devenu un chant connu, apprécié et chanté, La Morvandelle donne son nom à une association de Morvandiaux à Paris fondée en 1924.